# Inonotus hemmesii
Inonotus hemmesii är en svampart som beskrevs av Gilb. & Ryvarden 2002. Inonotus hemmesii ingår i släktet Inonotus och familjen Hymenochaetaceae.   Inga underarter finns listade i Catalogue of Life.